# الجامع الكبير (لاهور)
الجامع الكبير في لاهور هو مسجد يقع في بلدة بهريا في لاهور شرق باكستان، يعد المسجد أكبر مسجد في البلاد كمسجد مغطى، ويعد سابع أكبر مسجد في العالم، تم افتتاح المسجد في صباح يوم عيد الأضحى يوم السادس من شهر أكتوبر عام 2014، يمكن للمسجد أن تستوعب حوالي 25,000 مصلي في الداخل فقط، أما في استيعاب المسجد مع الفناء والممر المؤدي إلى القاعات الرئيسية للصلاة فإنه يمكن أن تستوعب ما مجموعه 70,000 مصلي.

## التصميم
تأثر عمارة المسجد بعمارة عدد من المساجد هي مسجد بادشاهي ومسجد وزیر خان في باكستان، وجامع الشيخ زايد في الإمارات العربية المتحدة، في حين أن تكاليف بناء المسجد بلغت أكثر من 4 مليارات روبية أي ما يقارب من 40 مليون دولار أمريكي.

## البناء
يتألف هيكل المسجد من أربع مآذن، كل مأذنه يبلغ طولها 165 قدم، بالإضافة لقبّة كبرى مركزية، والتي تحيط بها عشرين قبة صغرى، في حين أن الهيكل الخارجي للمسجد يتكوّن من 4 ملايين بلاطة، وعلاوة على ذلك يتم تم تأثيث وفرش المسجد من سجاد مستورد من تركيا، بالإضافة لأكثر من 50 ثريا علقة في قاعة المسجد استوردة من إيران.

## وصلات خارجية
- موقع المسجد على الخريطة
- صور المسجد